# 생분해성 고분자

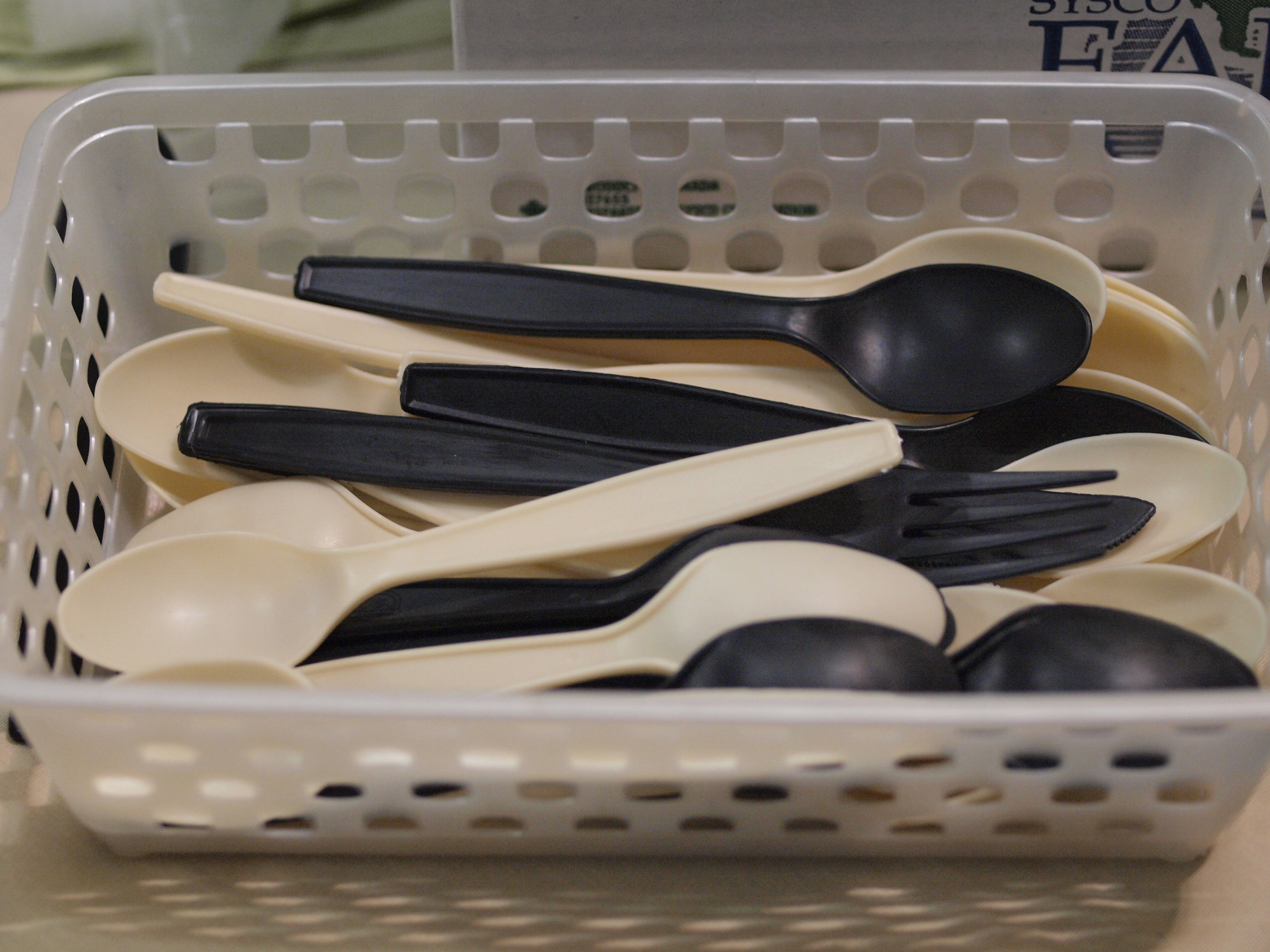
생분해성 플라스틱으로 만든 나이프,포크

생분해성 고분자(生分解性 高分子, 영어: Biodegradable polymer)는 이용 후에 화학적 분해가 가능한 이산화탄소, 질소, 물, 바이오매스, 무기염류 등의 천연 부산물을 내놓는 고분자 종류의 하나이다.
이러한 고분자들은 자연적으로 발견되거나 혹은 합성과정을 거쳐 만들어지고, 에스테르, 아마이드, 그리고 에테르 기능집단으로 이루어져 있다. 그들의 특성과 분해가능함은 그들의 정확한 구조로부터 알 수 있다. 이러한 고분자들은 종종 압축 반응, 고리열림중합, 촉매/금속 촉매 등에 의해 합성된다. 우리 주변에는 생분해성 고분자에 대한 다양한 적용과 예가 있다.

## 역사
생분해성 고분자는 긴 역사를 가지고 있으며, 많은 천연물이 존재하기 때문에 생성 고분자의 발견과 사용의 대한 정확한 연대표는 찾기 힘들다. 생분해성 고분자의 초기 의약적 사용의 예로는 적어도 기원후 100년 전까지 거슬러 올라가는 창자실 봉합을 들 수 있다. 첫 번째 창자실 봉합은 양의 창자로부터 나온 물질에 의해 만들어졌으며, 현대 창자실 봉합은 소, 양, 염소의 소장으로부터 추출된 정제된 콜라겐에 의해 만들어진다.
합성 생분해성 플라스틱과 고분자의 개념은 1960년대에 처음으로 소개가 되었다. 1992년에 생분해성 고분자에 대한 정의와 기준, 테스트 프로토콜을 협의하기 위해 생분해성 고분자의 선구자들이 모였던 국제적인 회의가 있었다. 또한, 미국재료시험학회(ASTM), 국제표준화기구(ISO)와 같은 감사기구가 만들어졌다.
2012년에 생분해성 고분자는 코넬 대학교의 제프리 코츠(Geoffrey Coates) 교수가 Presidental Green Chemistry Challenge Award에서 상을 받은 뒤 다양한 분야에서 관심을 받았다. 2013년에는 5~10%의 플라스틱 시장이 플라스틱으로부터 유래된 생분해성 고분자에 초점을 두었다.

## 구조와 특성
생분해성 고분자의 구조는 특성으로 이해하기 위해서 중요하다. 천연 또는 합성 생분해성 고분자의 많은 종류가 있지만, 둘 사이에는 몇몇의 공통점만이 존재한다.

## 구조
생분해성 고분자는 에스터(알코올 또는 페놀이 유기산, 무기산과 반응하여 물을 잃고 축합하여 생긴 화합물), 아마이드(암모니아 또는 아민의 수소 원자가 아실기나 금속원자로 치환된 화합물) 또는 다른 결합으로 구성되어 있다. 보통 생분해성 고분자는 구조와 합성방법에 의해 두개의 큰 집합으로 분류가 된다. 하나는 agro-polymer 또는 바이오매스로부터 유래된 물질로 구성되어 있다., 다른 하나는 유기체나 천연,합성 단위체(고분자화합물의 단위가 되는 물질)로부터 유래된 biopolyesters로 구성되어 있다.

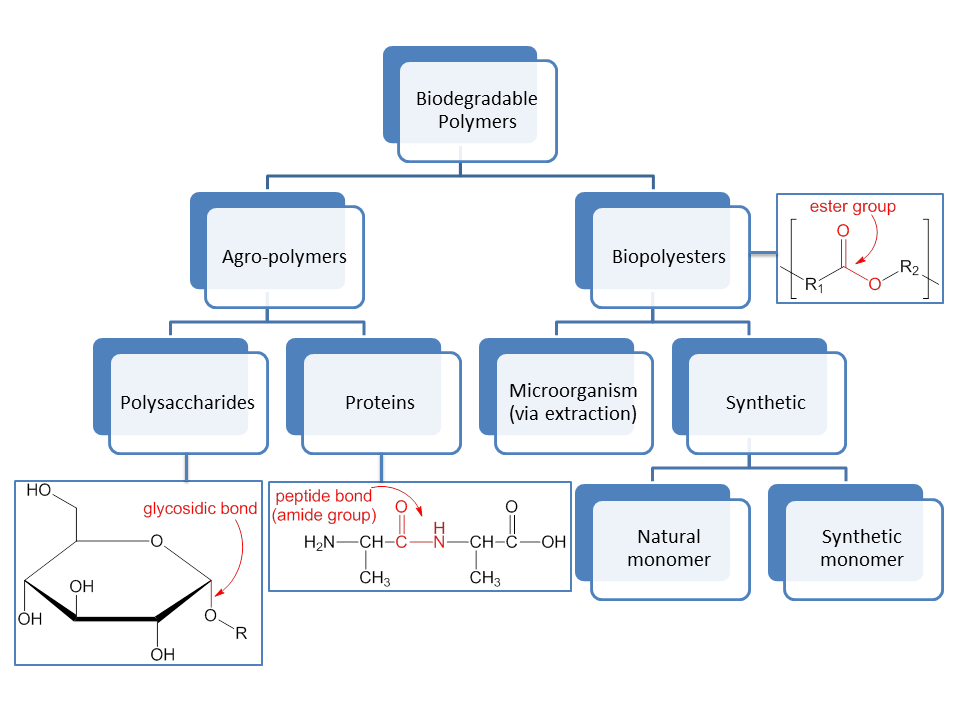
구조와 발생에 근거한 생분해성 고분자의 분류

Agro-polymer는 감자나 나무, 식물성, 동물성 단백질에서 찾아볼 수 있는 녹말과 같은 다당류를 포함한다. 다당류는 단당류의 글루코오스 결합으로 구성되어 있으며, 단백질은 다양한 그룹에 포함되어 있는 아미노산으로 구성되어 있다. 이러한 아미노산들은 축합반응에 의해 합쳐지며 펩타이드 결합을 형성한다. biopolyesters의 예로는 폴리 하이드록시 부티레이트(polyhydroxybutyrate)와 PLA(Polylactic acid)를 포함한다.

## 적용 및 사용분야
생분해성 고분자는 의약, 농업, 포장과 관련된 다양한 분야에 중요한 역할을 한다. 생분해성 고분자의 가장 연구가 활발한 분야는 약물 전달과 방출분야이다.
의약분야
생분해성 고분자는 의학 분야에서 다양하게 활용되는데 특히 조직공학이나 약물전달시스템에서 널리 이용된다. 생분해성 고분자가 치료의 목적으로 이용되기 위해서는 몇가지 기준들을 반드시 충족시켜야 한다.
1) 이물 작용을 제거하기 위해서 독성이 없어야 한다. 2) 생분해성 고분자가 분해되는데 걸리는 시간은 치료에 필요한 시간에 비례한다. 3) 생분해 과정에서로 생성된 물질은 세포독성을 가지면 안되며, 신체로부터 쉽게 제거되어야 한다. 4) 물질은 쉽게 가공되어야 한다. 5) 쉽게 살균 소독과정이 이루어져야 한다. 6) 분해되는데 걸리는 시간이 적당해야 한다.
생분해성 고분자는 약물전달 시스템과 나노의약품에서 많은 관심을 받는다. 생분해성 약물전달 시스템의 가장 큰 장점은 신체의 특정한 장소의 약물이 방출될 수 있도록 타켓팅하는 약물 전달 능력을 가지고 있으며, 약물을 방출한 후 비독성의 물질로 분해되어 신진대사의 과정에서 자연스럽게 제거된다는 점이다. 고분자는 작은 조각들로 천천히 분해되며 천연물을 방출하는 역할을 가진다.

## 주목할만한 사례

### 2012 Presidential Green Chemistry Challenge

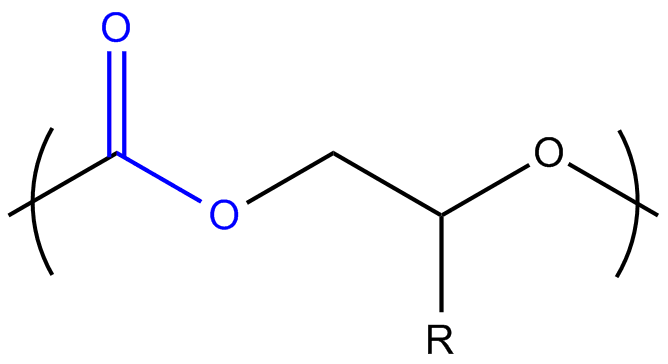
탄소는 고분자의 근간으로 직접적으로 사용된다.

매년 수백 톤의 플라스틱 제품이 석유에서 만들어진다. 대부분의 플라스틱들은 사용된 뒤 버려져 환경과 동물들에게 커다란 위협을 가하거나 수 년동안 매립지에 남아있지만 보통 사람들의 삶의 방식은 플라스틱 없이는 실용적이지 않기 때문에 사람들은 플라스틱을 사용한다. 이 문제에 대한 하나의 해결책은 생분해성 고분자가 가지고 있다. 이러한 고분자들은 시간이 지나면 그들이 분해된다는 분명한 장점을 가지고 있다. Geoffrey Coates 박사는 이러한 생분해성 고분자를 효율적으로 만들 수 있는 촉매를 만드는 연구를 진행하고 있으며 이는 온실가스 발생과 지구온난화의 진행을 막을 수 있다. 촉매는 정상적으로 버려지거나 친환경적이지 않은 기체들을 이용하여 높은 전환수(적정 조건하에 하나의 효소 분자에 의해 1분동안 변화하는 기질 분자의 수)와 전환빈도(촉매의 활성을 표현하기 위해 사용되는 언어로 단위시간당 반응하는 분자 수)를 가질 수 있으며 이로서 좋은 선택성(촉매 반응에서 목적 화합물을 생성시키는 정도)을 가질 수 있다.